# Daniel Stern (aktor)
Daniel Jacob Stern (ur. 28 sierpnia 1957 w Bethesdzie) – amerykański aktor charakterystyczny. Odtwórca roli Marva w kultowej komedii Kevin sam w domu (1990) i jej kontynuacji pt. Kevin sam w Nowym Jorku (1992).

## Życiorys

### Wczesne lata
Daniel Stern urodził się w Bethesda w stanie Maryland w rodzinie żydowskiej jako syn Cynthii i Leonarda Sternów. Jego ojciec był pracownikiem opieki społecznej a matka zarządzała centrum opiekuńczym. Brat David M. Stern jest scenarzystą telewizyjnym. W 1975 został absolwentem szkoły Bethesda-Chevy Chase Senior High School. Podczas studiów w tej szkole wystąpił jako główny bohater w kilku przedstawieniach teatralnych. Grał m.in. z C.C. Baxterem i Jack Lemmonem. Później złożył podanie o pracę w charakterze oświetleniowca na Festiwalu Szekspirowskim w Waszyngtonie, ale został zatrudniony jako statysta. 

### Kariera
W 1976, po kilku lekcjach aktorstwa w studio Herbert Berghof, Stern wystąpił w roli amerykańskiego żołnierza w przedstawieniu off-broadwayowskim Old Glory Roberta Lowella. Po debiucie filmowym w komediodramacie sportowym Petera Yatesa Uciekać (Breaking Away, 1979), od razu zyskał sympatię w roli zabawnego i wyluzowanego Cyryla. Wkrótce zagrał w komedii romantycznej Alana J. Pakuli Zacznijmy od nowa (Starting Over, 1979) z Burtem Reynoldsem, dramacie Roba Cohena Więzy przyjaźni (A Small Circle of Friends, 1980) z Bradem Davisem i komediodramacie Woody’ego Allena Wspomnienia z gwiezdnego pyłu (Stardust Memories, 1980). Jego przełomową kreacją była dopiero rola młodego żonkosia Laurence’a „Shrevie’a” Schreibera w komediodramacie Barry’ego Levinsona Diner (1982). W horrorze fantastycznonaukowym C.H.U.D. (1984) wystąpił jako A.J. „Wielebny” Shepherd.
W 1985 otrzymał propozycję zagrania Biffa Tannena w filmie Powrót do przyszłości, ale ją odrzucił. Po występie w roli Marva w komedii Kevin sam w domu (1990) i jej sequelu Kevin sam w Nowym Jorku (1992), Phila Berquista, represjonowanego kumpla granego przez Billy’ego Crystala w komedii Złoto dla naiwnych: Z powrotem w siodle (City Slickers II: The Legend of Curly's Gold, 1994) oraz niesłusznie oskarżonego o morderstwo komiwojażera „Szalonego” Maxa Grabelskiego w komedii przygodowej Przygoda w górach (Bushwhacked, 1995), zaczął być kojarzony z wizerunkiem miłego idioty. Był narratorem, dorosłym Kevinem Arnoldem, pamiętającym swoją młodość w sitcomie ABC Cudowne lata (The Wonder Years, 1988–1993) z udziałem Freda Savage’a, z którym wystąpił w komedii fantasy Małe potwory (Little Monsters, 1989) jako Glen Stevenson, porywczy ojciec Savage’a. Ponadto w animowanym serialu Dilbert użyczył głosu głównemu bohaterowi. 
Swoich sił próbował też jako reżyser, kręcąc kilka odcinków nadmienionego serialu Cudowne lata i komedii familijnej fantasy Debiutant roku (Rookie of the Year, 1993).
W 2012 wystąpił po raz pierwszy na Broadwayu w roli Iana w sztuce Drugie miejsce.

## Filmografia

### Filmy
- 1979: Uciekać (Breaking Away) jako Cyril
- 1979: Zacznijmy od nowa (Starting Over) jako student
- 1980: A Small Circle of Friends jako Dan Stern
- 1980: Wspomnienia z gwiezdnego pyłu (Stardust Memories) jako aktor
- 1980: Teraz moja kolej (It’s My Turn) jako Cooperman
- 1981: Słodko-gorzka autostrada (Honky Tonk Freeway) jako Hitchhiker
- 1982: Szybciej tańczyć nie umiem (I’m Dancing as Fast as I Can) jako Jim
- 1982: Diner (Diner) Laurence „Silver” Schreiber
- 1983: Błękitny grom (Blue Thunder) jako Richard Lymangood
- 1983: Można oszaleć (Get Crazy) jako Neil Allen
- 1984: Samson i Dalila (Samson and Delilah) jako Micah
- 1984: C.H.U.D. jako A.J. „Wielebny” Shepherd
- 1984: Frankenweenie jako Ben Frankenstein
- 1984: Ważniak (The Ratings Game) jako Skip Imperali
- 1985: Klucz do szczęścia (Key Exchange) jako Michael
- 1986: Żona szefa (The Boss’ Wife) jako Joel Keefer
- 1986: Hannah i jej siostry (Hannah and Her Sisters) jako Dusty
- 1987: Urodzony we wschodnim Los Angeles (Born in East L.A.) jako Jimmy
- 1988: Fasolowa wojna (The Milagro Beanfield War) jako Herbie Platt
- 1988: Zmarły w chwili przybycia (D.O.A.) jako Hal Petersham
- 1988: Weekend war jako dr David Garfield
- 1989: Małe potwory (Little Monsters) jako Glen Stevenson
- 1989: Lewiatan (Leviathan) jako Buzz „Sixpack” Parrish
- 1989: Friends, Lovers, & Lunatics jako Mat
- 1990: Niebieski cadillac (Coupe de Ville) jako Marvin Libner
- 1990: Moje błękitne niebo (My Blue Heaven) jako Will Stubbs
- 1990: Jackie Robinson (The Court-Martial of Jackie Robinson) jako William Cline
- 1990: Kevin sam w domu (Home Alone) jako Marv
- 1991: Sułtani westernu (City Slickers) jako Phil Berquist
- 1992: Kevin sam w Nowym Jorku (Home Alone 2: Lost in New York) jako Marv
- 1993: Debiutant roku (Rookie of the Year) jako Phil Brickman
- 1994: Złoto dla naiwnych: Z powrotem w siodle (City Slickers II: The Legend of Curly’s Gold) jako Phil Berquist
- 1995: Przygoda w górach (Bushwhacked) jako Max Grabelski
- 1996: Chluba Boston Celtics (Celtic Pride) jako Mike O’Hara
- 1998: Gorzej być nie może (Very Bad Things) jako Adam Berkow
- 1998: Tam i z powrotem (Tourist Trap) jako George W. Piper
- 1999: Partners jako Sam
- 2000: Jak zabić psa sąsiada? (How to Kill Your Neighbor’s Dog) jako gość na przyjęciu kostiumowym
- 2001: Viva Las Gdzieśtam (Viva Las Nowhere) jako Frank Jacobs
- 2004: The Last Full Measure
- 2006: Noc kawalerów (Bachelor Party Vegas) jako Harry Hard
- 2006: Ostatni raz (The Last Time) jako John
- 2008: Były narzeczony (A Previous Engagement) jako Jack Reynolds
- 2008: Otis jako Will Lawson
- 2009: Dziewczyna z marzeniami (Whip It) jako Earl Cavendar
- 2010: Dla niej wszystko (The Next Three Days) jako Meyer Fisk
- 2010: Bitwa na bombki (Battle of the Bulbs) jako Bob Wallace
- 2012: Prezent pod choinkę 2 (A Christmas Story 2) jako pan Parker
- 2014: Girlfriend in a Coma jako Tom McNeil
- 2018: Game Over, Man! jako Mitch
- 2019: James vs. His Future Self jako Jimmy

### Seriale
- 1985: Rodzinne miasto (Hometown) jako Joey Nathan
- 1986: Comedy Factory jako Leon
- 1991: Simpsonowie (The Simpsons) jako narrator
- 1988–1993: Cudowne lata (The Wonder Years) jako narrator
- 1993: SeaQuest (SeaQuest DSV) jako Pierre
- 1997: Gun jako Harvey Hochfelder
- 1998: Hey Arnold! jako pan Packenham (głos)
- 1999–2000: Dilbert jako Dilbert (głos)
- 2001: Danny jako Danny
- 2003: Regular Joe jako Joe Binder
- 2009: Głowa rodziny (Family Guy) jako narrator
- 2009: Detektyw Monk (Monk) jako szeryf Fletcher
- 2013: Workaholics jako Travis Rockne
- 2013: Getting On jako Richard James
- 2014: Projekt Manhattan jako Glen Babbit
- 2019: Shrill jako Bill Easton
- 2020: Captain Karl's Institute for the Abnormally Bizarre jako kapitan Karl Moorehouse
- 2023: For All Mankind jako Eli Hobson